# Campionato europeo maschile under 21 di calcio 2009
Il Campionato di calcio europeo Under-21 2009, 17ª edizione del Campionato europeo di calcio Under-21 organizzato dalla UEFA, si è svolto in Svezia dal 15 al 29 giugno del 2009.
Le fasi di qualificazione sono iniziate il 31 maggio 2007 e terminate il 10 settembre 2008. Le 14 squadre qualificate dai gironi si sono scontrate infine negli spareggi che hanno designato le 7 nazionali finaliste aggregatesi alla Svezia qualificata di diritto.
Le gare del torneo sono state ospitate nelle città di Göteborg, Halmstad, Helsingborg e Malmö.
Il sorteggio che ha deciso la composizione dei due gironi di quattro squadre ha avuto sede al Svenska Mässan di Göteborg il 3 dicembre 2008.

## Qualificazioni

### Squadre qualificate
| Squadra     | Data            |
| ----------- | --------------- |
| Bielorussia | 14 ottobre 2008 |
| Finlandia   | 14 ottobre 2008 |
| Germania    | 15 ottobre 2008 |
| Inghilterra | 14 ottobre 2008 |
| Italia      | 15 ottobre 2008 |
| Serbia      | 15 ottobre 2008 |
| Spagna      | 14 ottobre 2008 |
| Svezia      | Paese ospitante |

## Stadi
Sono 4 gli stadi scelti per ospitare la manifestazione:
| Città       | Stadio        | Capacità |
| ----------- | ------------- | -------- |
| Malmö       | Malmö Stadion | 24 000   |
| Helsingborg | Olympia       | 17 000   |
| Göteborg    | Gamla Ullevi  | 18 800   |
| Halmstad    | Örjans vall   | 15 500   |

## Gironi finali

### Girone A

#### Classifica
| Pos. | Squadra     | Pt | G | V | N | P | GF | GS | DR |
| ---- | ----------- | -- | - | - | - | - | -- | -- | -- |
| 1.   | Italia      | 7  | 3 | 2 | 1 | 0 | 4  | 2  | +2 |
| 2.   | Svezia      | 6  | 3 | 2 | 0 | 1 | 9  | 4  | +5 |
| 3.   | Serbia      | 2  | 3 | 0 | 2 | 1 | 1  | 3  | -2 |
| 4.   | Bielorussia | 1  | 3 | 0 | 1 | 2 | 2  | 7  | -5 |

#### Risultati
| Arbitro: | Claudio Circhetta |

|                                                      |           |             |
| Martynovich 34’ (aut.) Berg 38’ 44’ 81’ Svensson 89’ | Marcatori | 33’ Kislyak |

| Helsingborg 16 giugno 2009, ore 20:45 CEST | Italia        | 0 – 0 referto | Serbia | Olympia (7 158 spett.)\| Arbitro: \| Pedro Proença \| |
| Arbitro:                                   | Pedro Proença |               |        |                                                       |

| Arbitro: | Tony Chapron |

|              |           |                               |
| Toivonen 89’ | Marcatori | 23’ Balotelli 54’ Acquafresca |

| Malmö 19 giugno 2009, ore 18:15 CEST | Bielorussia  | 0 – 0 referto | Serbia | Malmö Stadion (3 313 spett.)\| Arbitro: \| Cüneyt Çakır \| |
| Arbitro:                             | Cüneyt Çakır |               |        |                                                            |

| Arbitro: | Pedro Proença |

|           |           |                                 |
| Kačar 28’ | Marcatori | 7’ 15’ (rig.) Berg 29’ Toivonen |

| Arbitro: | Claudio Circhetta |

|             |           |                              |
| Kislyak 45’ | Marcatori | 45+3’ (rig.) 75’ Acquafresca |

### Girone B

#### Classifica
| Pos. | Squadra     | Pt | G | V | N | P | GF | GS | DR |
| ---- | ----------- | -- | - | - | - | - | -- | -- | -- |
| 1.   | Inghilterra | 7  | 3 | 2 | 1 | 0 | 5  | 2  | +3 |
| 2.   | Germania    | 5  | 3 | 1 | 2 | 0 | 3  | 1  | +2 |
| 3.   | Spagna      | 4  | 3 | 1 | 1 | 1 | 2  | 2  | 0  |
| 4.   | Finlandia   | 0  | 3 | 0 | 0 | 3 | 1  | 6  | -5 |

#### Risultati
| Arbitro: | Cüneyt Çakir |

|                             |           |                  |
| Cattermole 15’ Richards 53’ | Marcatori | 33’ (rig.) Sparv |

| Göteborg 15 giugno 2009, ore 20:45 CEST | Spagna       | 0 – 0 referto | Germania | Gamla Ullevi (15 827 spett.)\| Arbitro: \| Tony Chapron \| |
| Arbitro:                                | Tony Chapron |               |          |                                                            |

| Arbitro: | Peter Rasmussen |

|                         |           |  |
| Höwedes 59’ Dejagah 61’ | Marcatori |  |

| Arbitro: | Björn Kuipers |

|  |           |                         |
|  | Marcatori | 67’ Campbell 73’ Milner |

| Arbitro: | Björn Kuipers |

|  |           |                       |
|  | Marcatori | 29’ Torrejón 55’ León |

| Arbitro: | Peter Rasmussen |

|           |           |             |
| Castro 5’ | Marcatori | 30’ Rodwell |

## Fase a eliminazione diretta

### Tabellone
|  | Semifinali | Semifinali        | Semifinali  |             |          | Finale   | Finale | Finale |  |
|  |            |                   |             |             |          |          |        |        |  |
|  | 1A         | Italia            | 0           |             |          |          |        |        |  |
|  | 1A         | Italia            | 0           |             |          |          |        |        |  |
|  | 2B         | Germania          | 1           |             |          |          |        |        |  |
|  | 2B         | Germania          | 1           |             | Germania | Germania | 4      |        |  |
|  |            |                   |             |             | Germania | Germania | 4      |        |  |
|  |            |                   | Inghilterra | Inghilterra | 0        |          |        |        |  |
|  | 1B         | Inghilterra (dtr) | Inghilterra | Inghilterra | 0        | 3 (5)    |        |        |  |
|  | 1B         | Inghilterra (dtr) |             |             |          |          |        |        |  |
|  | 2A         | Svezia            | 3 (4)       |             |          |          |        |        |  |

### Semifinali
| Arbitro: | Cüneyt Çakir |

|                                              |                      |                                           |
| Cranie 1’ Onuoha 27’ Bjärsmyr 38’ (aut.)     | Marcatori            | 68’ 81’ Berg 75’ Toivonen                 |
| Milner Hart Cattermole Johnson Walcott Gibbs | Tiri di rigore 5 – 4 | Berg Elm Bjärsmyr Lustig Bengtsson Molins |

| Arbitro: | Pedro Proença |

|  |           |          |
|  | Marcatori | 46’ Beck |

### Finale
| Arbitro: | Björn Kuipers |

|                                    |           |  |
| Castro 23’ Özil 48’ Wagner 79’ 84’ | Marcatori |  |

## Selezione UEFA[1]
- Portieri

 Sergio Asenjo
 Andrea Consigli
 Manuel Neuer
- Difensori

 Andreas Beck
 Jérôme Boateng
 Salvatore Bocchetti
 Benedikt Höwedes
 Mikael Lustig
 Marco Motta
 Micah Richards
- Centrocampisti

 Emir Bajrami
 Rasmus Elm
 Sergei Kislyak
 James Milner
 Fabrice Muamba
 Mark Noble
 Raúl García
- Attaccanti

 Robert Acquafresca
 Marcus Berg
 Sebastian Giovinco
 Mesut Özil
 Ola Toivonen
 Zoran Tošić

## Classifica marcatori
7 gol
- Marcus Berg

3 gol
- Robert Acquafresca
- Ola Toivonen

2 gol
- Sergei Kislyak
- Gonzalo Castro
- Sandro Wagner
- Lee Cattermole

1 gol
- Fraizer Campbell
- Martin Cranie
- James Milner
- Nedum Onuoha
- Micah Richards
- Jack Rodwell

- Tim Sparv
- Andreas Beck
- Ashkan Dejagah
- Benedikt Höwedes
- Mesut Özil

- Mario Balotelli
- Gojko Kačar
- Pedro León
- Marc Torrejón
- Gustav Svensson